# Chrysanthemum achillaea
Chrysanthemum achillaea là một loài thực vật có hoa trong họ Cúc. Loài này được Linn. mô tả khoa học đầu tiên.